# Corporate raider
Corporate raider je anglický termín pro osobu, která praktikuje tzv. corporate raiding. Corporate raiding obvykle vyjadřuje skoupení obchodní společnosti (nebo části společnosti) a následné uplatnění hlasovacích práv s cílem zvýšit hodnotu akcií. Toho se dosahuje restrukturalizací společnosti, snižováním počtu pracovníků (downsizing), popřípadě úplnou likvidací podniku s tím, že se vyberou některé fondy, finanční rezervy a zbývající majetek a parcely se rozprodají po částech (popřípadě jsou zastaveny jako záloha za úvěr) tak, aby se maximalizoval zisk. 
Největší éra corporate raiderů byla v 70. a 80. letech 20. století, hlavně v USA. Na konci 80. let se vedení podniků snažilo předejít útoku corporate raiderů tím, že vytvářeli negativní prostředí pro možné útočníky – jako např. zlaté padáky zaměstnanců, vykazování vysokého dluhu na bilanční rozvaze podniku apod.

## Známí corporate raideři
Nejznámější corporate raideři jsou Carl Icahn, Victor Posner, Nelson Peltz, Robert M. Bass, T. Boone Pickens, Harold Clark Simmons, Kirk Kerkorian, Sir James Goldsmith, Saul Steinberg, Michael Milken a Asher Edelmanv. 
Dále bylo na toto téma vymyšleno mnoho fiktivních postav jak ve filmech, tak v knihách apod. Mezi nejznámější patří:
- Gordon Gekko z filmu Wall Street (film)
- Edward Lewis z filmu Pretty Woman
- Larry the Liquidator z filmu Other People's Money